# فهرست ترانه‌ها و سرودهای جام جهانی فوتبال
سرودها و ترانه‌های جام جهانی فوتبال آهنگ‌هایی هستند که به‌طور رسمی توسط فیفا (یا توسط پخش‌کننده‌های رسمی و شرکای انتخاب شده توسط فیفا)، ساخته و قبل از رویدادهای جام جهانی و همراهی با مسابقات در طول رویداد استفاده می‌شوند؛ همچنین آنها در کمپین های تبلیغاتی و پخش‌های تلویزیونی جام جهانی به کار می‌روند. برخی از این آهنگ ها و سرودها در سطح جهان بسیار محبوب‌ و مشهور هستند.
آهنگ‌ها معمولاً چند زبانه هستند که شامل انگلیسی، زبان رسمی کشور برگزارکننده، زبان‌های برخی مناطق شرکای فیفا و/یا زبان‌های دیگر می‌شوند. نسخه‌های اصلی همچنین معمولا توسط خواننده‌های زبان‌های دیگر یا هنرمندان محلی کاور و اجرا می‌شوند.

## برخی از ترانه‌ها و سرودها
| دوره | کشور میزبان         | عنوان                                                                  | زبان(ها)                         | خواننده(ها)                                                       | نویسنده(ها) و تهیه‌کننده(ها)                                                                                    |
| ---- | ------------------- | ---------------------------------------------------------------------- | -------------------------------- | ----------------------------------------------------------------- | --- |
| ۱۹۹۴ | ایالات متحده آمریکا | «ما قهرمانیم» – ترانه‌ای از آلبوم رسمی                                  | انگلیسی                          | کوئین                                                             | |
| ۱۹۹۸ | فرانسه              | «جام زندگی» – آهنگ رسمی                                                | انگلیسی اسپانیایی                | ریکی مارتین                                                       | دزموند چایلد و دراکو روسا                                                                                      |
| ۲۰۰۲ | کره جنوبی و · ژاپن  | «بوم» – آهنگ رسمی                                                      | انگلیسی                          | آناستازیا                                                         | آناستازیا و گلن بالارد                                                                                         |
| ۲۰۰۶ | آلمان               | «بدن دروغ نمیگه» (بامبو میکس) – ترانه‌ای از آلبوم رسمی                  | انگلیسی اسپانیایی                | شکیرا با همکاری وایکلف ژان                                        | جری دوپلسیس، عمر آلفانو و لاتاویا پارکر                                                                        |
| ۲۰۱۰ | آفریقای جنوبی       | «واکا واکا» – آهنگ رسمی                                                | انگلیسی اسپانیایی خوسایی فانگ    | شکیرا با همکاری فرشلی‌گراند                                        | شکیرا، جی‌.هیل، کوجیدی و زی بل ژان پل                                                                           |
| ۲۰۱۴ | برزیل               | «ما یکی هستیم (اوله اولا)» – آهنگ رسمی                                 | انگلیسی پرتغالی اسپانیایی        | پیت‌بول با همکاری جنیفر لوپز و کلودیا لیت                          | پیت‌بول، جنیفر لوپز، کلودیا لیت، توماس ترولسن، دنی مرسر، سیا، دکتر لوک، سیرکوت، ردوان                           |
| ۲۰۱۴ | برزیل               | «لا لا لا (برزیل ۲۰۱۴)» – ترانه‌ای از آلبوم رسمی                        | انگلیسی پرتغالی اسپانیایی        | شکیرا با همکاری کارلینیوس براون                                   | شکیرا، کارلینیوس براون، جی سینگ، دکتر لوک، متیو جومف-لپین، مکس مارتین، سیرکوت، رلین آرِگین، جان جی کونته جونیور |
| ۲۰۱۸ | روسیه               | «کِیفش را ببر» – آهنگ رسمی                                              | انگلیسی اسپانیایی                | نیکی جم و ویل اسمیت با همکاری ارا استرفی                          | نیکی جم، ویل اسمیت، ارا استرفی و دیپلو                                                                         |
| ۲۰۱۸ | روسیه               | «پرچم‌ها» – سرود تبلیغاتی کوکا کولا                                     | انگلیسی (-اسپانیایی -عربی -اردو) | جیسون درولو (-مالوما -اسیل عمران، لیل ایزی-ای -تامر حسنی -الدوزي) | جیسون دسرولو، اسماعیل مونتاگ، جفری ارلی، نیجا چارلز، دایمند پلاتنومز، سرمستایل، آی‌اس‌ام                         |
| ۲۰۲۲ | قطر                 | «هیا هیا (با هم بهتریم)» – ترانه‌ای از موسیقی متن رسمی                  | انگلیسی                          | ترینیداد کاردونا، داویدو، عایشه                                   | ترینیداد کاردونا، داویدو، ردوان                                                                                |
| ۲۰۲۲ | قطر                 | «رویاپردازان» – ترانه‌ای از موسیقی متن رسمی                             | انگلیسی عربی                     | جونگ کوک با هم‌خوانی فهد الکبیسی                                   | ردوان، مصطفی الوردی، پت دیواین و جونگ کوک                                                                      |
| ۲۰۲۲ | قطر                 | «توکوه تاکا» – ترانه‌ای از موسیقی متن رسمی و سرود جشنواره هواداران فیفا | انگلیسی اسپانیایی عربی           | نیکی میناژ، مالوما و میریام فارس                                  | |
| ۲۰۲۲ | قطر                 | «یک نوع جادو» – سرود تبلیغاتی کوکا کولا                                | انگلیسی عربی                     | دانا پائولا، فلوکا، تم‌تم                                          | راجر تیلور، دیوید ریچاردز                                                                                      |
| ۲۰۲۲ | قطر                 | «در راه است» – ورژن تبلیغاتی هیوندای                                   | کره‌ای انگلیسی                    | بی‌تی‌اس                                                            | دن گلیزر، جی-هوپ، ماکس اشنایدر، پی‌داگ، آر ام و شوگا                                                            |